# Вана-Лагетаґузе (природна територія)
Приро́дна терито́рія Ва́на-Ла́гетаґузе (ест. Vana-Lahetaguse loodusala) — природоохоронна територія в Естонії, у повіті Сааремаа. Входить до Європейської екологічної мережі Natura 2000.
Загальна площа — 41,8 га.
Природна територія утворена 5 серпня 2004 року.

## Розташування
Природоохоронна територія розташовується поблизу сіл: Вана-Лагетаґузе (волость Ляене-Сааре), а також Лагетаґузе, Лимала та Тоомалиука (волость Салме).

## Опис
Метою створення об'єкта є збереження 4 типів природних оселищ (Директива 92/43/ЄЕС, Додаток I):
| Код   | Тип оселища | Площа, га |
| ----- | --- | --------- |
| 6210* | Напівприродні лучні степи, остепнені луки й чагарникові зарості на вапнякових субстратах (Festuco-Brometalia) (оселища, важливі для орхідних) | 1,3       |
| 6270* | Феноскандійські низинні сухі до мезофітних багатовидові луки                                                                                  | 1,0       |
| 7230  | Лужні низинні болота | 10,5      |
| 9070  | Феноскандійські заліснені пасовища | 7,6       |